# الرسالة الأخيرة (فلم)
الرسالة الأخيرة فيلم سوري صدر عام 1998

## قصة الفيلم
تدور قصة الفيلم في الاربعينات في سوريا الخاضعة الانتداب الفرنسي يتسلط الاغوات ويقع اهلها تحت موروث ثقيل من الخوف والفقر والياس يظهر فجاة بعد غياب طويل أحد أبنائها طاهر الطويبي يعو بعد غياب طويل أحد أبنائها طاهر الطوبى يعود طاهر وهو يهتم بتغير حياة الناس وتحقيق قدر من العدالة لهم فينشا كيانا مستقلا قوامه القوة والمال ويمضى في مشروعه الذي لايلبث ان تعترض ازمات غير متوقعة والحقيقة التي يواجها طاهرفى النهاية ان تاريخ الإنسانية كله مجرد محاولات غير مكتكلة لتحقيق العدالة.

## أبطال الفيلم
- أيمن زيدان
- نورمان أسعد
- فتحي الهداوي
- طلحت حمدي
- نبيلة النابلسي
- بسام لطفي
- سامر المصري
- أيمن رضا
- وضاح حلوم
- مرام نور
- كريستين شويري (مادلين)

## وصلات خارجية
- مقالات تستعمل روابط فنية بلا صلة مع ويكي بيانات

1. الرسالة الاخيرة -يوتيوب قناة أيمن زيدان
2. الرسالة الاخيرة-الموقع الرسمي للمخرج باسل الخطيب